# Android-x86
Android-x86 es un proyecto de código abierto que adapta el sistema operativo Android,  que originalmente está diseñado para dispositivos con arquitectura ARM, para funcionar con procesadores con arquitectura x86.  Este sistema permite ejecutar Android de manera nativa en computadoras personales, portátiles y otros dispositivos.

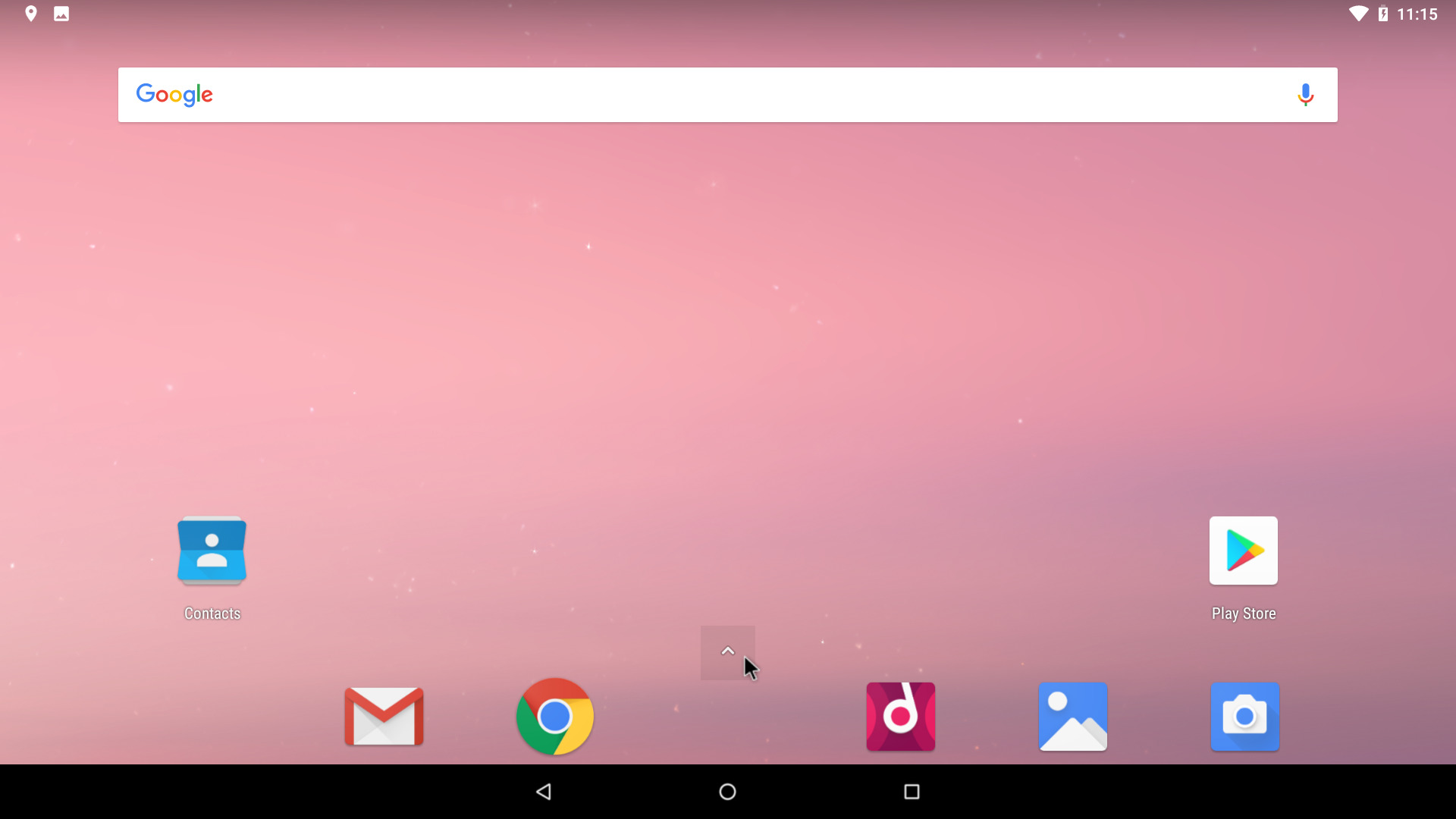

## Historia
El proyecto Android-x86 fue iniciado en 2009 por los desarrolladores Chih-Wei Huang y Yi Sun. Comenzó como una serie de parches para el código fuente de Android con el objetivo de permitir su ejecución en netbooks, tabletas y ordenadores personales. Con el tiempo, el proyecto evolucionó hacia una distribución completa de Android para arquitecturas x86. 
Tras la salida de Yi Sun por motivos personales, Huang asumió el rol de mantenedor principal del proyecto. 

## Características
Android-x86 se basa en el Android Open Source Project (AOSP), pero incorpora modificaciones específicas para adaptarse a la arquitectura x86. Algunas de sus características incluyen:
- Compatibilidad con hardware x86: Soporte para procesadores Intel y AMD, permitiendo la ejecución de Android en una amplia gama de dispositivos. Se ofrecen versiones específicas para arquitecturas de 32 y 64 bits.
- Aceleración gráfica: Integración con Mesa 3D para proporcionar aceleración de hardware OpenGL ES en GPUs compatibles, incluyendo Intel GMA, AMD Radeon, chipsets de Nvidia (a través de Nouveau), VMware (vmwgfx) y QEMU (virgl).
- Soporte para UEFI y BIOS: Capacidad para arrancar en sistemas con firmware UEFI o BIOS tradicional, utilizando GRUB como gestor de arranque.
- Sistemas de archivos compatibles: Posibilidad de instalar en particiones con sistemas de archivos como ext3, ext4, NTFS (usado en Windows) y FAT32.

## Desarrollo y Licencia
El proyecto Android-x86 es de código abierto y está licenciado principalmente bajo la Licencia Apache 2.0, aunque algunos componentes pueden estar bajo la Licencia Pública General de GNU (GPL) versión 2.0 o posterior. El código fuente está disponible en plataformas como SourceForge y OSDN, y se anima a los desarrolladores a contribuir al proyecto.
- SourceForge
- OSDN

Actualmente está en desarrollo la versión x86 de Android 10, la actualización del kernel a 5.4 y también la compatibilidad con múltiples pantallas. 
La última actualización según su sitio web es de abril de 2022. 

## Versiones
| Nombre             | Número de versión                              |
| ------------------ | ---------------------------------------------- |
| Cupcake            | 1.5                                            |
| Donut              | 1.6 r2                                         |
| Eclair             | 2.1                                            |
| Froyo              | 2.2 r2                                         |
| Gingerbread        | 2.3 rc1                                        |
| Honeycomb          | 3.2 rc2                                        |
| Ice Cream Sandwich | 4.0 r1                                         |
| Jelly Bean         | 4.2 rc1 - 4.3                                  |
| KitKat             | 4.4 rc1 - rc2 - r1 - r2 - r3 - r4 - r5         |
| Lollipop           | 5.1                                            |
| Marshmallow        | 6.0 rc1 - rc2 - r1 - CM rc1 - r2 - CM r1 -     |
| Nougat             | 7.1 rc1 - rc2 r1 r2 - CM rc1 - r1 - r2 - CM r2 |
| Oreo               | 8.1 rc1 - rc2 rc3 rc4 rc5 rc6                  |
| Pie                | 9.0 rc1 - rc2                                  |

Nota: CM significa CyanogenMod

## Derivados y Proyectos Relacionados
Android-x86 ha servido como base para varios proyectos derivados que buscan adaptar Android a diferentes entornos de hardware y necesidades específicas:
- Remix OS: Desarrollado por Jide Technology en colaboración con Chih-Wei Huang, Remix OS fue una versión de Android adaptada para ofrecer una experiencia de escritorio en PC.
- Phoenix OS: Otra distribución basada en Android-x86, orientada a proporcionar una experiencia de usuario similar a la de un sistema operativo de escritorio.
- Bliss OS: Proyecto que busca ofrecer una experiencia de Android en PCs con características adicionales y personalizaciones.
- Celadon: Iniciativa de Intel para proporcionar una solución de Android optimizada para dispositivos con arquitectura Intel, reutilizando componentes de Android-x86.

## Android-IA
Un proyecto relacionado, Android-IA, ha sido producido por Intel. El proyecto Android-IA afirma que su intención es impulsar el apoyo a Android y la innovación en la arquitectura Intel, además de proporcionar un espacio para la colaboración. Android-IA reutiliza el módulo HAL de gráficos gralloc DRM de Android-x86 con el fin de soportar hardware Intel HD Graphics. El proyecto Android-IA ofrece un FAQ, con información más detallada.